# Taiwan High Speed Rail

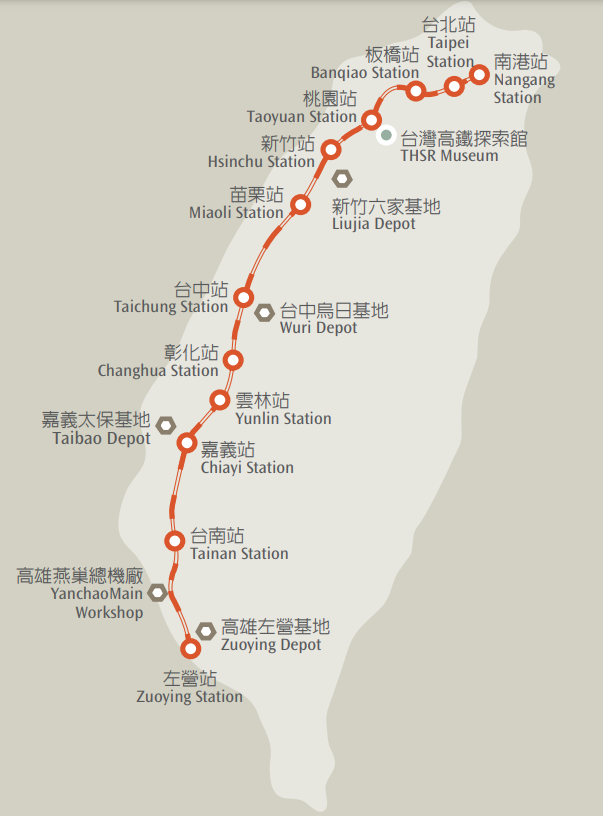
Route van de Taiwan High Speed Rail

De Taiwan High Speed Rail is de hogesnelheidslijn van Taiwan. De lijn heeft een lengte van 350 kilometer en loopt van de hoofdstad Taipei naar de zuidelijke stad Kaohsiung. De eigenlijke hogesnelheidslijn eindigt in Zuoying, circa 10 kilometer ten noorden van Kaohsiung. Vanwege het geaccidenteerde terrein is circa 300 kilometer van het tracé in tunnels of op viaducten aangelegd.

## Aanleg
In juli 1998 vergaf de regering aan Taiwan High Speed Railway de licentie om een hogesnelheidslijn te bouwen en te exploiteren. In februari 2000 was de financiering rond en in maart 2000 kon met de daadwerkelijk bouw worden begonnen. Vanaf begin 2005 was de lijn zover klaar dat testritten werden uitgevoerd. De lijn werd in januari 2007 in gebruik genomen. 
De maximum dienstsnelheid bedraagt 300 km/h, waarmee de reisduur tussen beide eindpunten is teruggebracht van circa 4,5 uur tot circa 1,5 uur. In 2019 vervoerde de maatschappij zo'n 67 miljoen passagiers. 
Er zijn 12 stations en vijf depots voor het stallen en onderhoud van de treinen.

## Materieel
Het materieel is gebaseerd op het Japanse hogesnelheidsmaterieel van het type 700, en staat bekend als 700T. De treinstellen hebben 12 rijtuigen, met een totaal vermogen van 10.260 kW, en bieden plaats aan 898 passagiers. (Met een opstelling van 2+2 stoelen (Businessclass) en 2+3 stoelen (Standardclass) zijn de zitplaatsen naar Westerse maatstaven niet zeer ruim bemeten.)

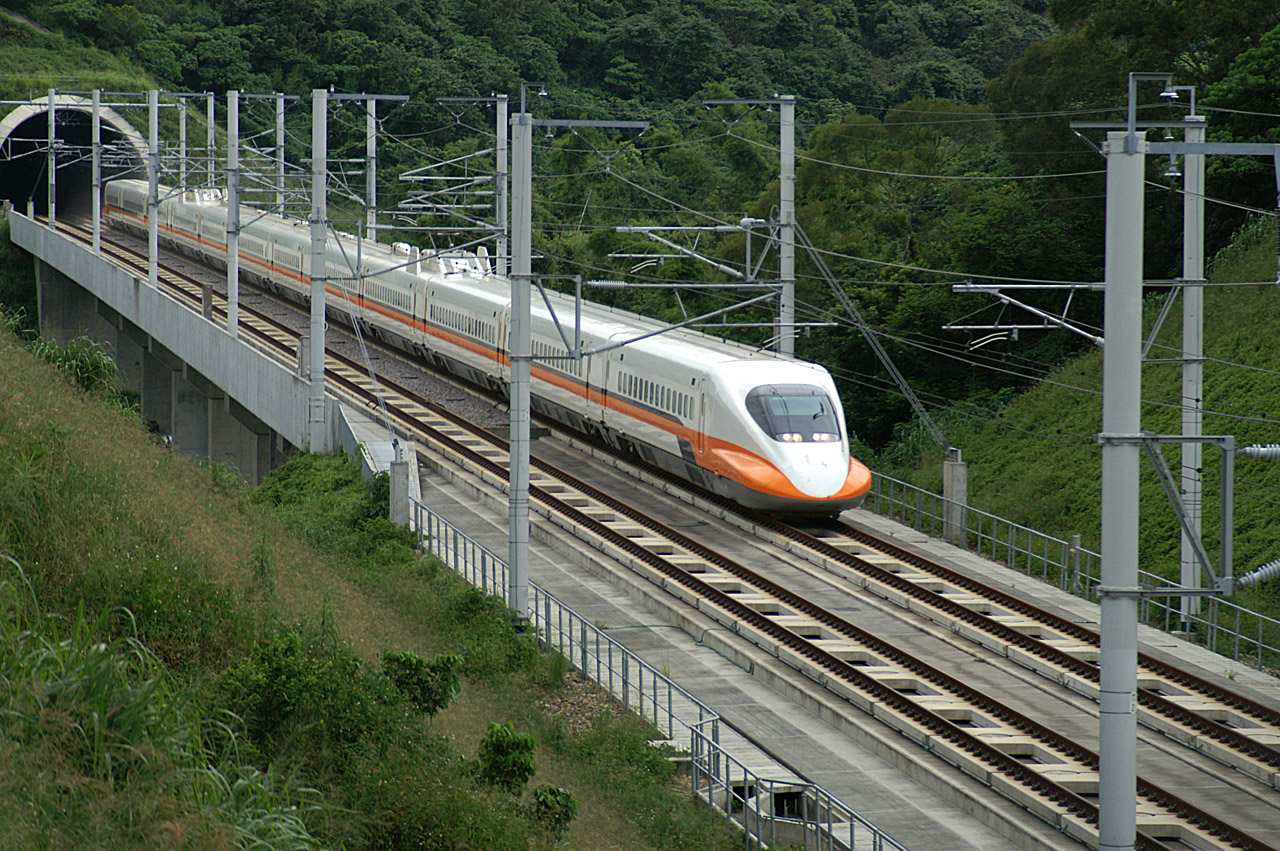
Treinstel type 700T
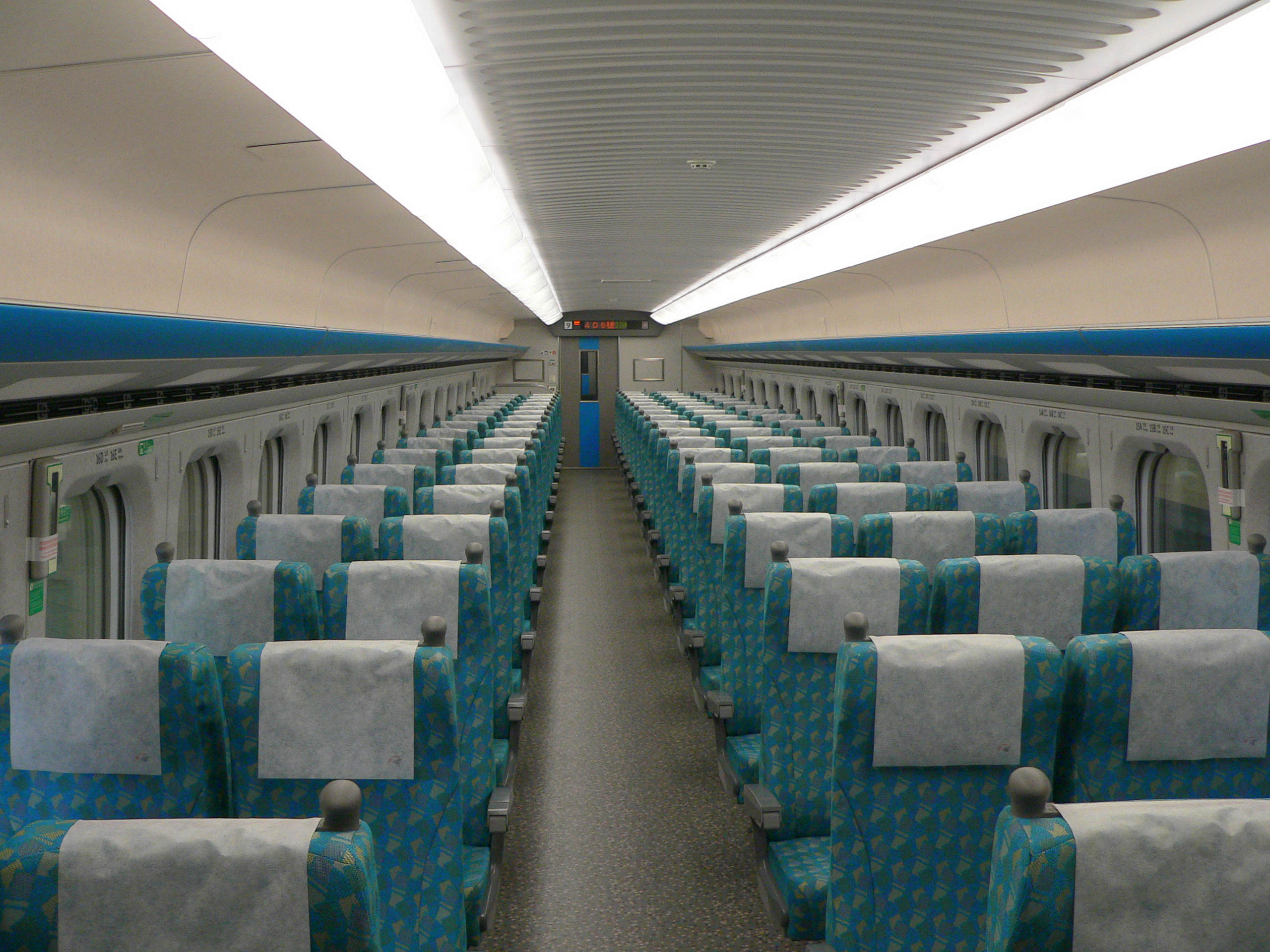
Interieur Standard class
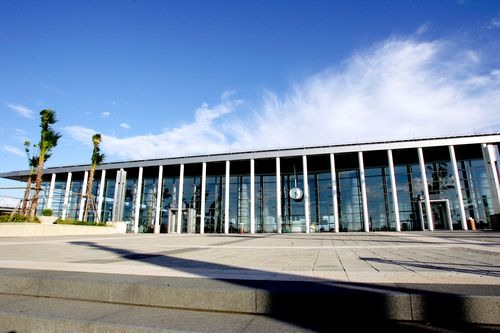
THSR Taoyuan station

## Cijfers
De aandelen staan genoteerd aan de effectenbeurs van Taiwan. Het ministerie van Transport en Communicatie heeft 40% van de aandelen in handen.
Het bedrijf leed in de beginjaren grote aanloopverliezen, maar het rapporteerde in 2011 voor het eerst een winst en is nadien niet meer in de verliezen gedoken. De dienst is uitermate betrouwbaar, tussen 2008 en 2022 lag de punctualiteit, dat is het percentage treinen dat binnen 5 minuten van de dienstregeling vertrekt, altijd hoger dan 99,0%.
| Jaar | Totaal passagiers (in miljoenen) | Aantal treinreizen | Bezettingsgraad | Passagiers-km (in miljoenen) |
| ---- | -------------------------------- | ------------------ | --------------- | ---------------------------- |
| 2008 | 30,6                             | 45.900             | 43,5%           | 6566                         |
| 2009 | 32,4                             | 45.286             | 46,3%           | 6864                         |
| 2010 | 36,9                             | 46.960             | 49,0%           | 7491                         |
| 2011 | 41,6                             | 48.553             | 51,6%           | 8148                         |
| 2012 | 44,5                             | 48.682             | 54,6%           | 8642                         |
| 2013 | 47,5                             | 48.859             | 57,5%           | 9118                         |
| 2014 | 48,0                             | 50.467             | 57,1%           | 9235                         |
| 2015 | 50,6                             | 50.532             | 59,7%           | 9655                         |
| 2016 | 56,6                             | 51.106             | 63,5%           | 10.488                       |
| 2017 | 60,6                             | 51.751             | 65,2%           | 11.103                       |
| 2018 | 64,0                             | 52.437             | 67,0%           | 11.559                       |
| 2019 | 67,4                             | 53.727             | 68,0%           | 11.994                       |
| 2020 | 57,2                             | 53.076             | 56,9%           | 9912                         |
| 2021 | 46,8                             | 46.792             | 49,9%           | 7569                         |
| 2022 | 54,2                             | 54.054             | 53,3%           | 9338                         |